# عیون (استان تیسمسیلت)
عیون (به عربی: العيون) یک شهرداری در الجزایر است که در استان تسمسیلت واقع شده‌است.